# Меріон (округ, Міссурі)
Шаблон:StateAbbr_ 39°49′ пн. ш. 91°37′ зх. д. / 39.81° пн. ш. 91.62° зх. д.
Округ  Меріон (англ. Marion County) — округ (графство) у штаті Міссурі, США. Ідентифікатор округу 29127.

## Історія
Округ утворений 1826 року.

## Демографія
За даними перепису 
2000 року 
загальне населення округу становило 28289 осіб, зокрема міського населення було 21163, а сільського — 7126.
Серед мешканців округу чоловіків було 13355, а жінок — 14934. В окрузі було 11066 домогосподарств, 7523 родин, які мешкали в 12443 будинках.
Середній розмір родини становив 2,98.
Віковий розподіл населення поданий у таблиці:
| Стать    | До 15 років | 15-21 | 22-29 | 30-39 | 40-49 | 50-65 | 65-85 | Понад 85 |
| -------- | ----------- | ----- | ----- | ----- | ----- | ----- | ----- | -------- |
| Чоловіки | 2989        | 1408  | 1277  | 1873  | 1998  | 1967  | 1632  | 211      |
| Жінки    | 2937        | 1602  | 1364  | 1936  | 2085  | 2144  | 2267  | 599      |

## Суміжні округи
- Люїс — північ
- Адамс, Іллінойс — північний схід
- Пайк, Іллінойс — південний схід
- Роллс — південь
- Монро — південний захід
- Шелбі — захід

## Виноски
1. ↑  U.S. Decennial Census. United States Census Bureau. Архів оригіналу за 12 травня 2015. Процитовано 16 листопада 2014.
2. ↑  Historical Census Browser. University of Virginia Library. Архів оригіналу за 11 серпня 2012. Процитовано 16 листопада 2014.
3. ↑  Population of Counties by Decennial Census: 1900 to 1990. United States Census Bureau. Архів оригіналу за 3 грудня 2014. Процитовано 16 листопада 2014.
4. ↑  Census 2000 PHC-T-4. Ranking Tables for Counties: 1990 and 2000 (PDF). United States Census Bureau. Архів оригіналу (PDF) за 18 грудня 2014. Процитовано 16 листопада 2014.
5. ↑  State & County QuickFacts. United States Census Bureau. Архів оригіналу за 7 червня 2011. Процитовано 10 вересня 2013.(англ.) Наведено за англійською вікіпедією.
6. ↑  American FactFinder. Бюро перепису населення США. Архів оригіналу за 26 лютого 2012. Процитовано 31 січня 2008.

| США | Це незавершена стаття з географії США. Ви можете допомогти проєкту, виправивши або дописавши її. |